# Max Paul Riedel
Max Paul Riedel (19 de febrero de 1870, Magdeburgo - 27 de marzo de 1941 Fráncfort del Óder ) fue un entomólogo alemán especializado en Diptera, especialmente Tipulidae y Tachinidae. Él escribió en (1913) Die palaarktischen Arten der Dipteren-Gattung Tipula L. Abhandlungen des Vereins pieles naturwissenschaftliche Erforschung des Niederrheins, Krefeld 1: 1-122 y muchos trabajos científicos más cortos de Tipulidae.
Su colección de insectos se encuentra en el Museo de Historia Natural de Berlín.